# Birnara nubila
Birnara nubila är en fjärilsart som beskrevs av Butler 1879. Birnara nubila ingår i släktet Birnara och familjen tofsspinnare. Inga underarter finns listade i Catalogue of Life.